# Estructura de Widmanstätten

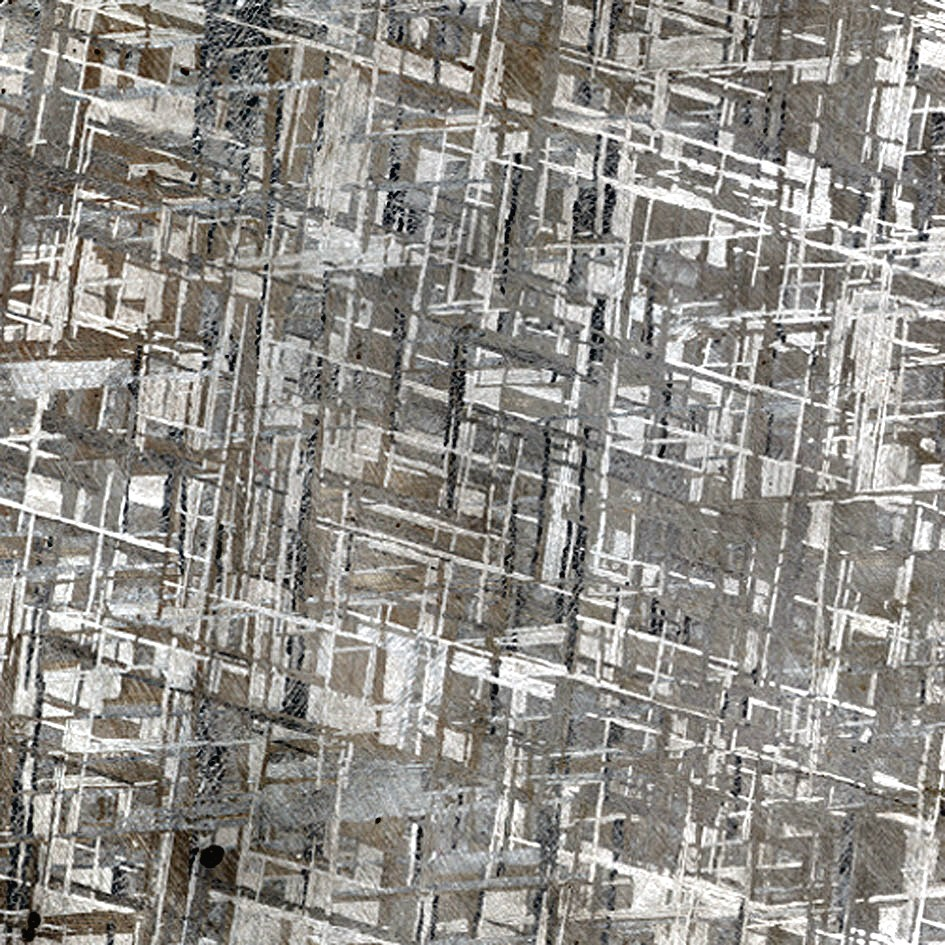
Estructura Widmanstätten en un meteorito.

Las estructuras de Widmanstätten (también conocidas como estructuras Thomson) son el resultado del intercrecimiento de bandas de taenita y camacita (dos aleaciones de hierro [Fe] y níquel [Ni]), producidas por un enfriamiento muy lento durante un lapso prolongado, del orden de 100 a 10.000 °C/Ma, con un tiempo total de 10 Más o menos. Esto explica el porqué esta estructura no puede ser reproducida en el laboratorio. Están presentes en ciertos meteoritos metálicos y litosideritos.

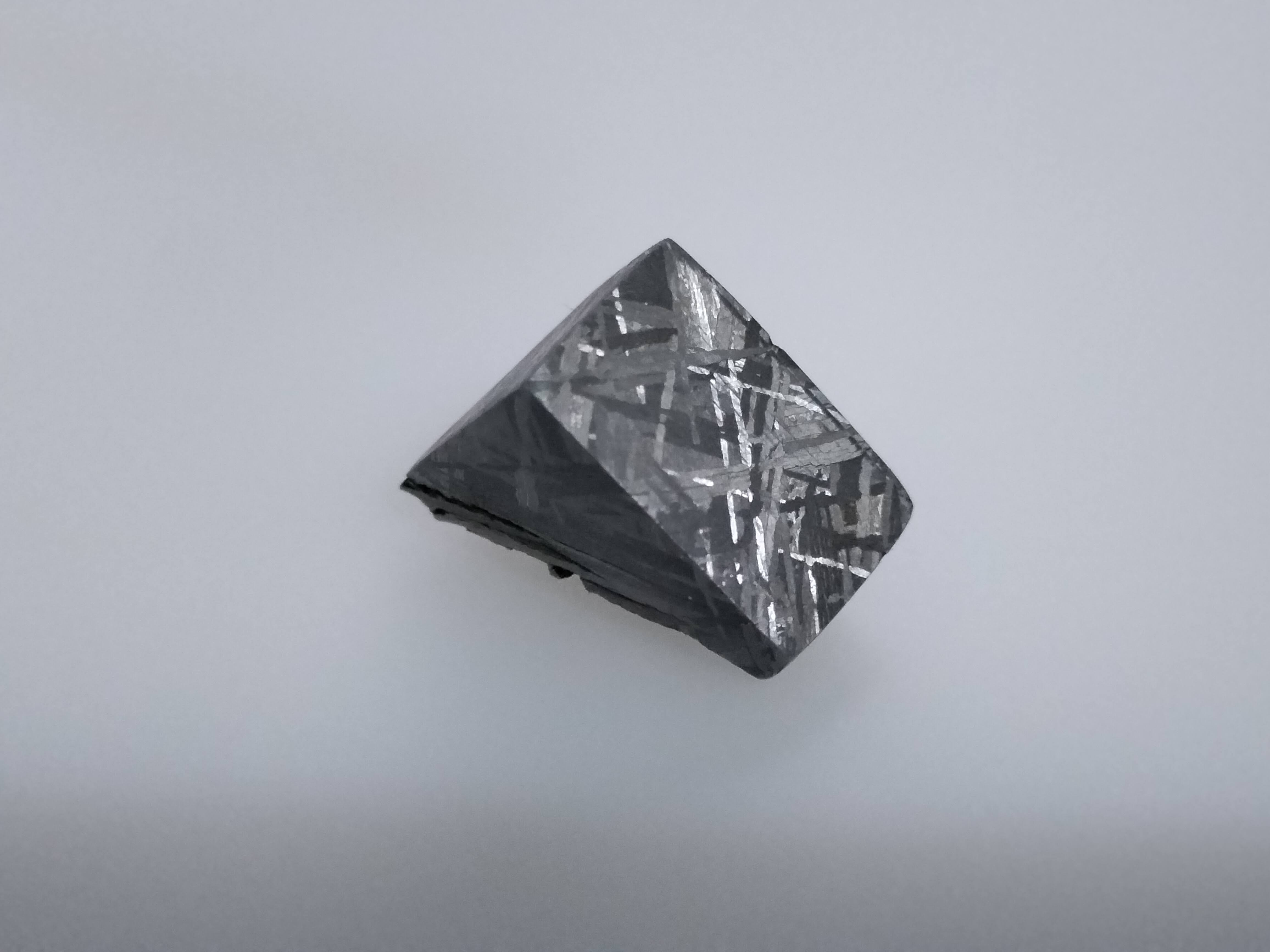
Estructura de Widmanstatten en una muestra del meteorito Gibeon de una colección particular

## Historia
Deben su nombre al conde Alois von Beckh Widmanstätten, quien supuestamente las descubrió en 1808. Sin embargo, a principios del siglo XIX, el geólogo británico G. Thomson las descubrió tratando la pallasita Krasnojarsk con una solución de ácido nítrico. Es por eso que a las estructuras de Widmanstätten también se las conoce como estructuras Thomson.

## Ángulo de las estructuras
Los ángulos que presentan las bandas cuando se observa una sección pulida de un meteorito dependen de como se haya realizado el corte de dicha sección. El Fe-Ni presenta una estructura cristalina octaédrica; así, si los ángulos son de 60° o 120°, quiere decir que el corte es paralelo a una de las caras del octaedro. Si el corte es perpendicular al eje principal, los ángulos serán de 90°.

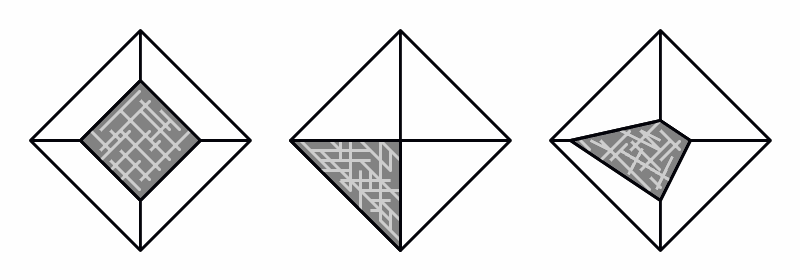
Corte perpendicular al eje del octaedro, paralelo a una de las caras, y corte con un ángulo distinto.